# 小圓頂
小圓頂（Little Round Top）是位於蓋茨堡南部兩個岩石山較小的一個，在1863年7月2日、即蓋茨堡之役次日戰事中，南軍於此發動了一次不成功的突擊。

## 蓋茨堡之役
歷史學家一致同意，小圓頂對於當時的北軍有重要的價值，因為此處佈滿岩石與樹叢，又是蓋茲堡戰場的制高點，以及北軍陣線的尾端，一旦南軍控制此處、並將砲兵部隊部署在小圓頂上，南軍不僅可以由高處砲擊北軍陣地，更可以威脅北軍的側翼，迫使北軍撤退。

### 七月一日
喬治·米德麾下之波多馬克軍團發現南軍在往蓋茨堡移動之後，也將部隊調往該處集結，
大部隊卻未能及時抵達戰場，南軍攻克蓋茨堡市區，殘餘北軍退往蓋茨堡南方郊區的墓園嶺一帶構築臨時防線。 

#### 小圓頂之役
北軍戰線最南端部署了史壯·文森（Strong Vincent）的旅，下轄密西根州第十六步兵團、紐約州第四十四步兵團、賓夕法尼亞州第八十三步兵團，以及由勞倫斯·約書亞·張伯倫(Lawrence J. Chamberlain)上校所指揮的緬因州第二十志願步兵團。他們奉命守住小圓頂一帶的山脊，最側翼由張伯倫上校死守。
南軍先以阿拉巴馬州第十五和第四十七步兵團發動兩次攻勢，衝上了山頂的北軍防線，但白刃戰後南軍落敗而後卻。南軍之阿拉巴馬州第十五團第三次衝鋒時，張伯倫上校了解到，如果再以步槍火力來阻止南軍，在每個士兵彈藥已經剩下不到五發的狀況之下，絕對不可能成功，遂做出不平凡的抉擇：刺刀衝鋒。此孤注一擲之抉擇非但阻擋了南軍的攻勢，北軍順斜坡衝鋒至山腳的南軍陣地，共俘去超過四百人。